# Свято-Миколаївський чоловічий монастир (Шаргород)

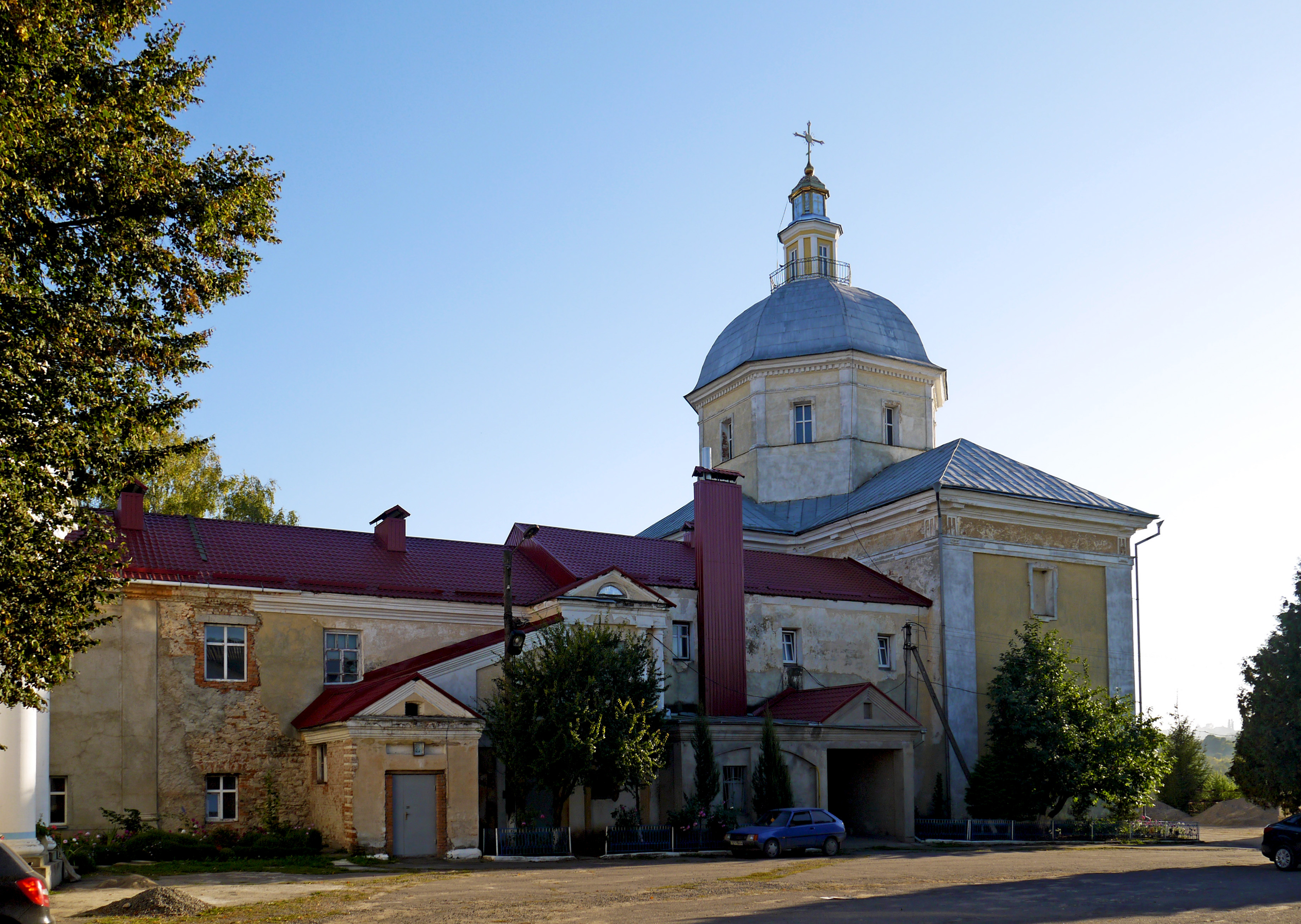
Свято-Миколаївський чоловічий монастир (Шаргород)

Свято-Миколаївський Шаргородський чоловічий монастир — діючий монастир XVIII століття у м.Шаргород Вінницької області по вулиці Соборній, 207.

## Історія
В 1717 році тодішній власник Шаргорода магнат Станіслав Любомирський запросив на береги Мурашки ченців ордена уніатів-базиліан, що заснували тут монастир і школу (1719).
 Унія зустріла різкий опір православного населення. В 1726 році в Шаргороді виникло братство зі своєю школою, а згодом через вісім років спалахнуло повстання під керівництвом сотника шаргородских козаків Верлана. Прийнявши титул полковника, Верлан зібрав під свої прапори значні сили гайдамак, маючи намір вигнати з краю «іноплемінників» і приєднати Правобережжя до Росії. Проте, повстання зазнало поразки.
Греко-католицький монастир був заснований у 1719 році навпроти костелу, через центральну дорогу. Близько 1782 року новий власник Шаргорода Юзеф Сильвестр Сосновський надав василіянам для продовження спорудження монастиря і школи-бурси руїни замку і необхідні засоби. Школа, в якій іноді навчалося до шістсот учнів, славилася на всьому Правобережжі.
В центрі колишнього монастирського подвір'я, що зайняло верхнє плато межиріччя, височіє видимий з усіх місць Шаргорода величезний собор святого Миколи Мирлікійського (чудотворця). Будівля з чотириколонним портиком на головному фасаді, який обернений, всупереч канону, на південь, а не на захід, було закладено ще при василіянах, що встигли підняти стіни лише до перших вікон. Завершено ж будівництво було лише в 1806—1818 роках, вже в православ'ї.
У XX ст. під час встановлення радянської влади у Шаргороді, було переслідування християн, а особливо католиків. Нова влада намагалась припинити діяльність католицької церкви, але зробити цього не вдалось. Проте до монастиря доля не була не настільки прихильною, як до костелу. У 1937 році монастир було закрито. В післявоєнні роки, з 1946 по 1963 роки, в його стінах був розміщений сільськогосподарський технікум. Потім, після закриття технікуму, були роки, коли монастир пустував.
На початку 80-х років минулого століття в приміщенні монастиря було розміщено міський музей образотворчого мистецтва. Тоді на монументальних колонах замість старовинних ікон розмістили портрети передовиків соціалістичної праці.
Лише в 1986 році було відновлено роботу монастиря. Зараз це діючий Свято-Миколаївський Шаргородський чоловічий монастир. Кілька років тому при монастирі було створено школу дзвонарів, учні якої прославились далеко за межі міста та області.

## Архітектура
До східного крила собору примикає двоповерховий корпус келій з живописними крильцями і сходами. Упоперек торця келій — довга будівля бурси. Архітектура монистиря проста, утилітарна і не позбавлена деякої витонченості. Примітно, що такі ж портики зі спарених колон, що і при вході в собор, влаштовані і в будівлі бурси і в другому поверсі корпусу келій, тільки пропорційно зменшені.

## Керівник монастиря
Діючий керівник монастиря — намісник (ігумен): Архімандрит Паїсій (Куліберов).